# Мокрые Ялы
Мокрые Ялы — река в Приазовской возвышенности, левый приток реки Волчья. Протекает по территории Донецкой области. Длина реки 147 километров. Площадь водосборного бассейна — 2660 км². Ширина устья составляет 50 метров.
Название реки связывается с караимским словом «ялы», что означает «берег».
У реки Мокрые Ялы есть два правых притока: Кашлагач и Шайтанка в их устье находится посёлок городского типа Великая Новосёлка.
На левом берегу расположен ландшафтный заказник местного значения Нескучненский лес.

## Исторические сведения
Наименьшее расстояние от реки Мокрые Ялы до реки Кальчик составляет 4 километра. Этим пользовались запорожские казаки, которые волоком по земле перетаскивали лодки-чайки. Таким образом был обеспечен водный путь от Днепра до Азовского моря.

В описи карты 1627 года так описываются места возле Дороги Кальмиуской:
А отъ верхъ рѣчки Міюса къ верхъ рѣчкѣ Елкувата, а верхъ рѣчкн Елкувата курганъ высокъ, а на нёмъ три человѣка каменныхъ.
А отъ рѣчки Елкуваты къ верхъ рѣчкамъ къ Каламъ.

А тѣ рѣчки всѣ по лѣвой сторопѣ той дороги пали въ морѣ
Соответственно Елкувата — Мокрые Ялы, Каламъ (Калъ) — Кальчик.
С 1779 года, на основании указа Екатерины II, по берегам реки начали расселяться греки-урумы.
В XVIII веке река использовалась как торговый путь. По ней ходили баржи и ладьи.
В годы Великой Отечественной войны по реке проходила четвёртая линия укреплений Миус-фронта — «позиция Крокодил». Форсирование реки советскими войсками происходило 12-13 сентября 1943 года. Участие в форсировании принимали отряды 306-й и 17-й пехотных и 3-й горнострелковой дивизий.
На левом берегу реки обнаружено захоронение авар.

## Населённые пункты на реке
Новопавловка, Новогригоровка, Новотатаровка, Зачатовка, Красная Поляна, Новопетриковка, Малый Керменчик, Ялынское, Георгиевка, Ключевое, Старомлиновка, Завитне Бажання, Старомайорское, Урожайное, Макаровка, Сторожевое, Благодатное, Нескучное, Времевка, Великая Новосёлка, Новоочеретоватое, Днепроэнергия, Скудное, Весёлое, Фёдоровка, Комар, Перебудова, Зирка, Грушевское.